# Joseph Cafasso

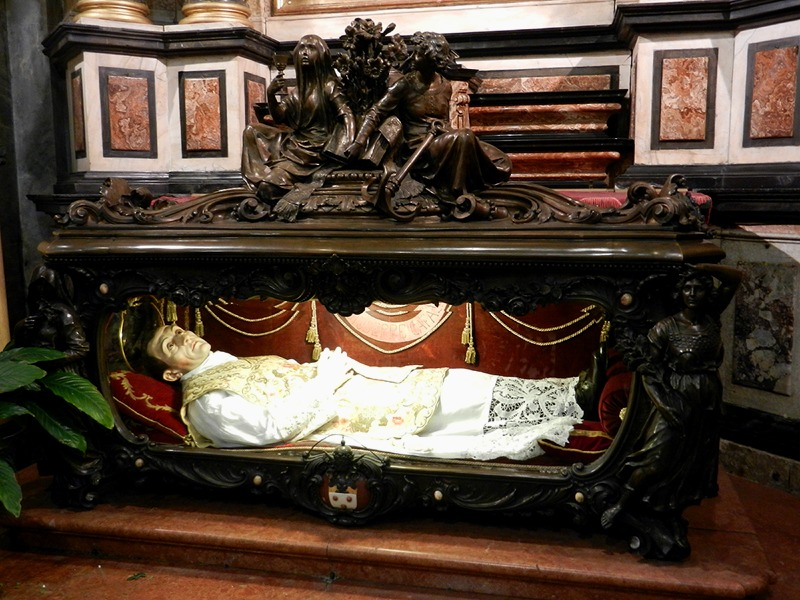
Châsse dans le sanctuaire de la Consolata.

Joseph Cafasso, né le 15 janvier 1811 à Castelnuovo d'Asti et mort le 23 juin 1860 à Turin, est un prêtre italien, théologien, aumônier des condamnés à mort et reconnu saint par l'Église catholique.

## Biographie
Giuseppe Cafasso nait en 1811 à Castelnuovo d'Asti, qui maintenant s'appelle Castelnuovo Don Bosco, dans la province d'Asti, au Piémont, alors annexé à la France. Il est le troisième des quatre enfants de Jean (Giovanni) Cafasso et d'Orsola Beltramo. Sa plus jeune sœur est Marianna, future mère de Joseph Allamano.
Souffrant d'une malformation de la colonne vertébrale, il est de petite taille, et reste estropié toute sa vie.
Ressentant de très bonne heure l'appel à la vie sacerdotale, il est ordonné prêtre en 1833. Parallèlement, il exerce les fonctions de professeur de théologie morale à Turin dès 1836. Il a comme élève le jeune Don Bosco qu'il a connu alors que ce dernier n'avait que 12 ans.
Nommé curé de la paroisse de Saint-François en 1848, Joseph Cafasso devient un confesseur renommé, très attaché à la vénération du Saint Sacrement. Disciple de Saint François de Sales, il encourage vivement ses ouailles, et aide aussi les prêtres dans leur ministère. Le Pape Pie XII dit lors de sa canonisation que « la mission dont l'avait chargé la Providence, fut d'instruire le clergé, de le confirmer dans l'intégrité de la doctrine évangélique, et de l'inciter à la perfection propre à son état ».
Il exerce aussi de nombreux ministères, particulièrement auprès des prisonniers qu'il visite et des condamnés qu'il assiste jusqu'à leur dernière heure. Il est surnommé l'aumônier des gibets et est actuellement le saint protecteur des aumôniers de prison. Il donne l'absolution aux condamnés à mort, et comme ceux-ci sont exécutés tout de suite après, Joseph parle d'eux comme des saints pendus. Il travaille toute sa vie à l'amélioration de la condition pénitentiaire.
Le 23 juin 1860, Joseph Cafasso meurt d'une pneumonie à Turin. C'est Don Bosco qui prononça l'homélie pour la messe de funérailles.
Béatifié en 1925 par Pie XI qui le définit comme la perle du clergé italien, il est canonisé le 22 juin 1947 par Pie XII. Pie XII le présenta comme un modèle de vie sacerdotale, père des pauvres, consolateur des malades, soutien des prisonniers, salut des condamnés à mort, et le proposera dans son encyclique Menti Nostrae comme modèle aux prêtres. En 1968, l'église San Giuseppe Cafasso dans le quartier de Tuscolano de Rome lui est dédiée.

## Citation
- « Nous sommes nés pour aimer, nous vivons pour aimer, et nous mourons pour aimer encore plus ».

## Sources bibliographiques
- (it) Giuseppe Tuninetti, « San Giuseppe Cafasso, nota storico-biografica », dans Saint Giuseppe Cafasso, Lucio Casto, Edizione nazionale delle opere di san Giuseppe Cafasso, Cantalupa, Torino, Effatà editrice, 2003 (lire en ligne), p. 13-26.
- L'Osservatore Romano.